# دوبلون

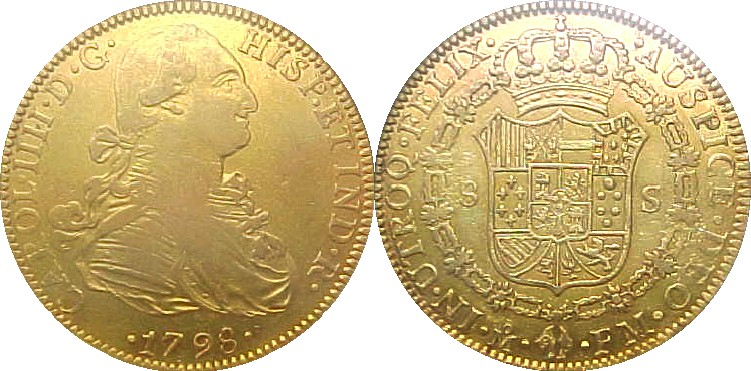
سکه طلای اسپانیا ۴ دبلونه (۸ اسکودو)، ضرب شده در ضرب کوبی در ضرابخانه شهر مکزیک در سال ۱۷۹۸.

دوبلون (از اسپانیایی doblón، به معنی "دو") یک سکه طلای ۳۲ رئال اسپانیایی بود، وزن آن ۶٫۸۶۷ گرم (۰٫۲۱۸ اونس) در سال ۱۵۳۷ و ۶٫۷۶۶ گرم از سال ۱۷۲۸، از ۰٫۹۱۷ طلای خوب (طلای ۲۲ عیار). که توسط دوبلون در اسپانیا و نایب السلطنه نیو اسپانیا، پرو و نوئا گرانادا (کلمبیا، اکوادور، پاناما و ونزوئلا امروزی) ضرب شد. این اصطلاح اولین بار برای توصیف اکسلنت طلایی یا به دلیل ارزش آن دو دوکات یا به دلیل پرتره دوتایی فردیناند و ایزابلا به‌کار رفته‌است.

## تاریخچه
در دنیای جدید، سکه‌های طلای اسپانیا در یک، دو، چهار و هشت اسکودو ضرب می‌شد. قطعه دو اسکودو «تپانچه» نامیده شد. سکه بزرگ هشت اسکودو «تپانچه چهار تایی» یا در ابتدا دو مضربی نامیده می‌شد. استعمارگران انگلیسی آن را دوبلور اسپانیایی می‌نامیدند.

## در کشورهای دیگر

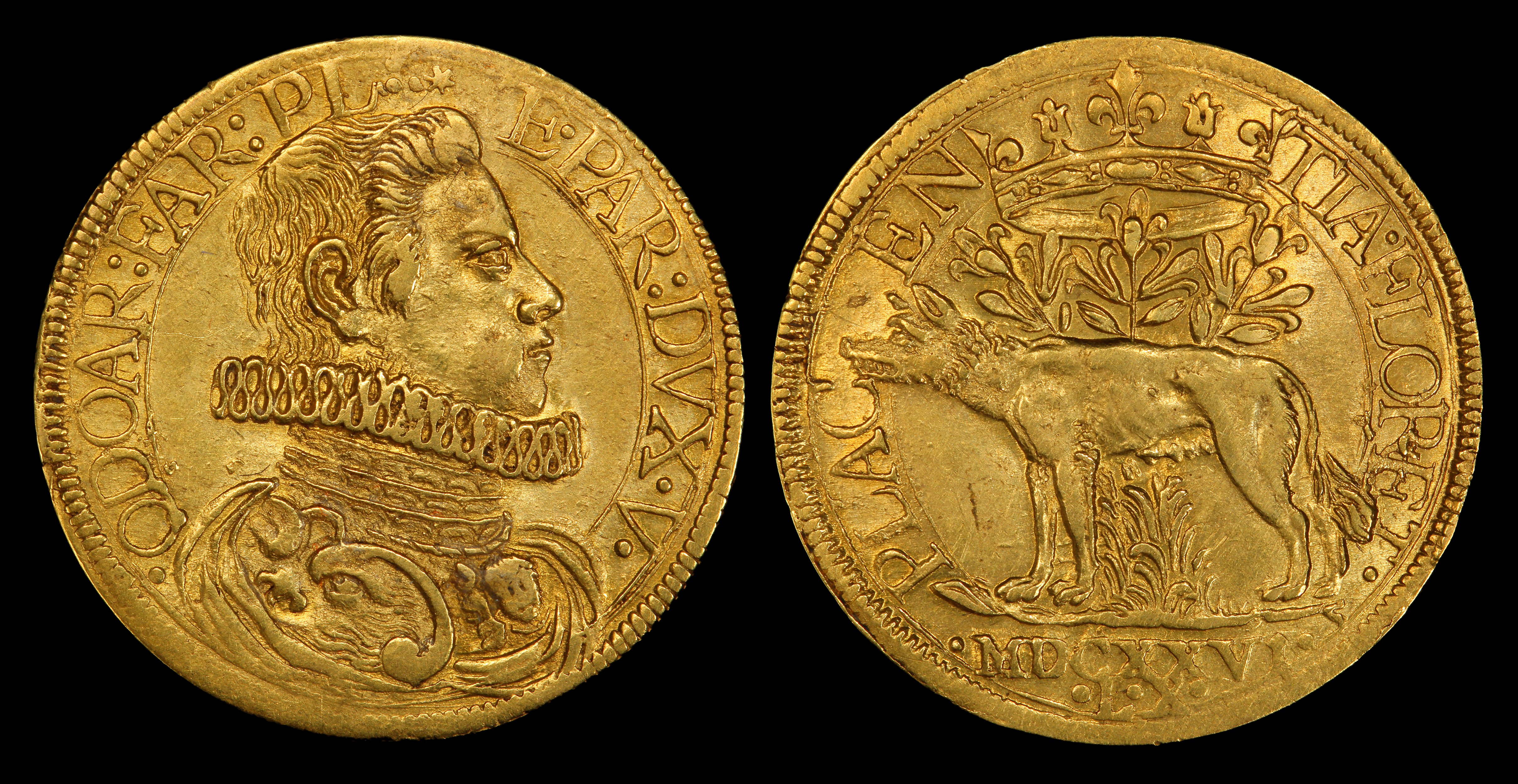
در ایالت‌های ایتالیا، پیاچنزا دونفره (۱۶۲۶)، اوداردو فارنز، دوک پارما را به تصویر می‌کشد

دوبلون‌ها همچنین در مستعمرات پرتغال ضرب شده‌اند، جایی که با نام dobrão به همین معنی نامگذاری شده بود. سائو تومه و پرنسیپ دوبرا تنها واحد پول موجود است که نام آن به معنی «مضاعف» است.
در اروپا، دوبلون به الگویی برای چند نوع دیگر از سکه‌های طلا تبدیل شد، از جمله در فرانسه لوئیس، در ایتالیا دوپیا، در سوئیس duplone، در شمال آلمان pistole و در پروس 'فردریشیا.